# Rantepao
Rantepao är en ort och ett underdistrikt i Indonesien.   Den ligger i provinsen Sulawesi Selatan, i den centrala delen av landet, 1 500 km öster om huvudstaden Jakarta. Rantepao ligger 784 meter över havet och antalet invånare är 40 438.
Terrängen runt Rantepao är varierad.Runt Rantepao är det tätbefolkat, med 356 invånare per kvadratkilometer. Det finns inga andra samhällen i närheten. I omgivningarna runt Rantepao växer i huvudsak städsegrön lövskog.